# Stan Bissell
 Stanley John „Stan” Bissell (ur. 26 października 1906 w Camberwell, zm. 2 stycznia 1999 w Salisbury) – brytyjski zapaśnik walczący w obu stylach. Olimpijczyk z Londynu 1948, gdzie odpadł w eliminacjach w kategorii 79 kg w stylu klasycznym.
Srebrny medalista igrzysk Imperium Brytyjskiego w 1930 i 1934, gdzie reprezentował Anglię.
Dziesięciokrotny mistrz kraju w: 1930, 1934, 1935, 1938 (85 kg), 1932, 1933, 1934 (open), 1934, 1935, 1939 (90 kg).
- Turniej w Londynie 1948

Przegrał z Antonem Vogelem z Austrii i Jean-Baptiste Benoyem z Belgii.